# Fort Saint-Michel (Curaçao)
Le fort Saint-Michel est un fort situé à Sint Michiel, à Curaçao, dans les Petites Antilles.

## Historique
Probablement construit en 1701, il s’agissait d’une des 2 batteries gardant la baie, l'autre étant situé du côté nord.
En février 1713, le boucanier français Jacques Cassard a ancré ses navires dans la baie de Saint Kruis et a fait accoster ses hommes. Les troupes néerlandaises ont été rapidement envoyées pour les faire reculer mais elles durent se replier à Willemstad. Au cours de leur retraite, elles ont immobilisé les canons au fort Sint Michiel. Peu de temps après, Cassard reçut une rançon et partit.
Au milieu du XVIIIe siècle, le fort tomba en désuétude mais il permit, à la fin de ce siècle, d'abriter des navires néerlandais et américains lors de leurs raids contre les pirates.
En 1800, l'armement de ces deux batteries consistait en 12 canons dont 3 étaient démontés. Ceux qui fonctionnaient se répartissaient comme suit : 5 canons de 8 livres, 2 canons de 12 livres et 2 canons de 18 livres. À cette époque, le commandement militaire de l'île considérait le fort comme plus important et plus stratégique que le fort Piscadera.
Le 29 août 1800, un puissant navire de guerre anglais, chassant un corsaire français, a dû retourner en mer après avoir subi des dégâts considérables à la suite de tirs tirés depuis le fort. Quelques jours plus tard, le 4 septembre, le fort fut pris par les troupes françaises avant d'être abandonné par le 23 septembre. Les troupes néerlandaises l'occupèrent de nouveau jusqu'à ce que l'île soit transférée aux Anglais le 15 octobre.
En 1802, après la signature du traité d'Amiens, l'île fut rendue aux néerlandais. Le fort Saint-Michel a ensuite été réparé et doté d'une garnison. En 1807, les Anglais reprennent à nouveau l’île. En 1816, à la suite du traité anglo-néerlandais de 1814, les Anglais abandonnent l'île pour la dernière fois. Après cela, la signification militaire du fort prit fin.